# 条鋼
条鋼（じょうこう）は、形状が平らでない圧延鋼材の総称。形鋼、棒鋼、線材、軌条などがこれにあたる。

## 線材
線材（せんざい）とは、線状に細長く圧延された鋼材。断面の直径は5mm~50mm程度で、条鋼の中でも断面積は最も小さい。断面形状は円形が大半を占めるが、用途により六角形や正方形などのものも存在する。コイル状に巻き取られ、大きいものでは総延長1万メートル・総重量3トンに及ぶ。炭素含有量によって、0.09%~0.25%の普通線材（軟鋼線材）と、0.09%以下または0.25%以上の特殊線材に大別できる。普通線材は針金や釘、ボルト、ベアリング、金網、鎖などの材料になる。特殊線材は上記のほか、強靭性や耐久性が求められるケーブルやタイヤの芯、溶接棒などに用いられる。

## 棒鋼
棒鋼（ぼうこう）とは、文字通り棒状に圧延された鋼材。直径が100mm以上のものを大形、50mm~100mmのものを中形、50mm未満のものを小形と呼ぶ。断面形状は円形の丸鋼が多いが、六角鋼や四角鋼などもある。用途は建築用鉄筋に使われる「異形棒鋼」が多く、コンクリートとの付着性を高めるため、軸に対して直角に「筋」、平行に「リブ」と呼ばれる突起をつける。このほか、表面を研磨した「みがき棒鋼」が、産業機械や輸送用機器の材料などとして使用される。

## 形鋼
H形鋼や鋼矢板など。

## 軌条
鉄道用レールなど。